# Hippodamia variegata

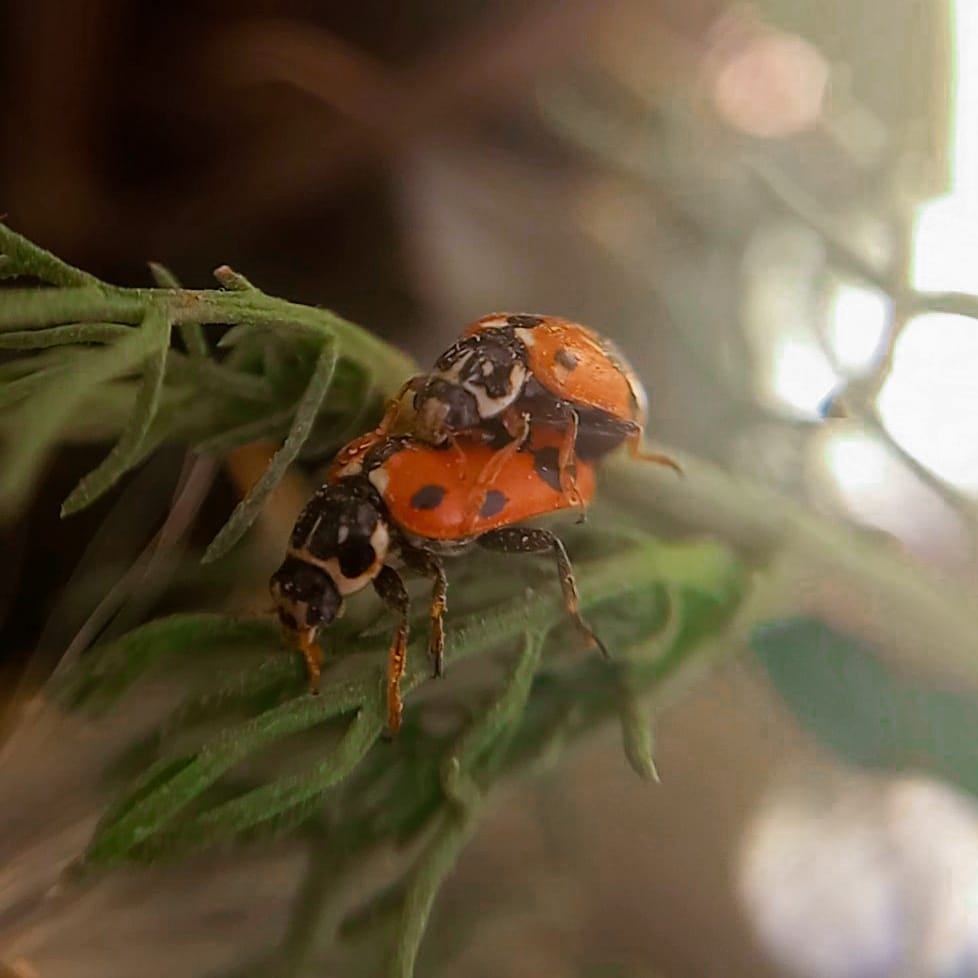
Dos adultos de H. variegata copulando. Foto tomada por Cecilia Frasca

Hippodamia variegata, también conocida como mariquita de Adonis, es una especie de insecto de la familia Coccinellidae de origen paleártico. Efectua control biológico natural en diversos cultivos y por ello ha sido introducida en diferentes regiones, fuera de su distribución nativa. En Estados Unidos y Europa es común la comercialización de coccinélidos para su uso en agricultura y jardinería. En Chile se reproducen especies del género Hippodamia para la venta. La especie incluso fue encontrada en Rapa Nui (Isla de Pascua) en 2019.

## Características
Su tamaño puede ir de 4,2 a 5,4 mm. Tiene el cuerpo con forma de óvalo. Su cabeza y pronoto son color negro con manchas crema. El pronoto tiene su borde lateral y delantero color crema, con una proyección longitudinal al centro. Además se observan dos manchas aisladas crema a cada lado. Pueden variar en los distintos ejemplares.  
Sus alas duras (élitros) son anaranjadas con siete manchas negras cada una, la primera alrededor del escutelo. Las tres manchas posteriores generalmente son más grandes, hasta incluso pueden fusionarse en forma de "C". Las manchas de los élitros son una de las diferencias con Hippodamia convergens cuyas manchas son lo por general más pequeñas.

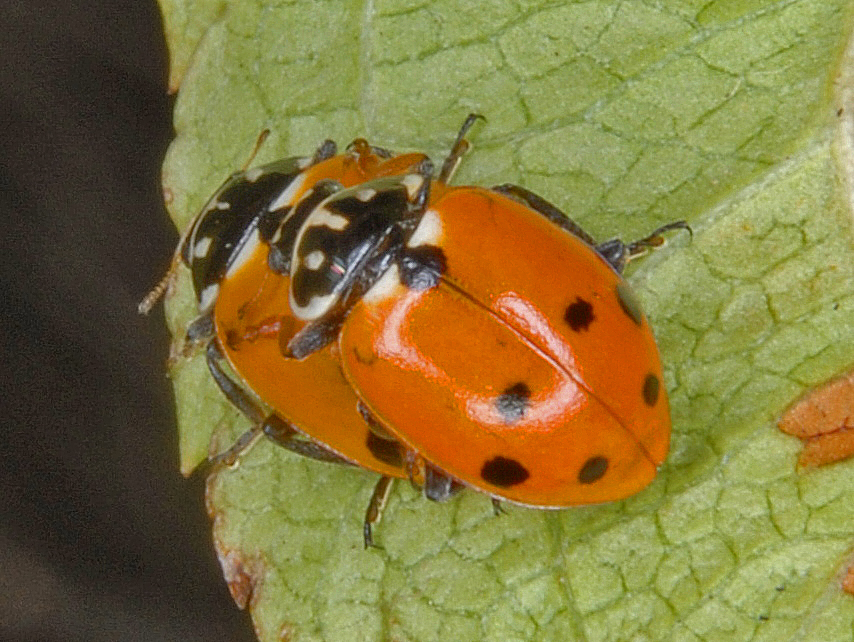
Adultos
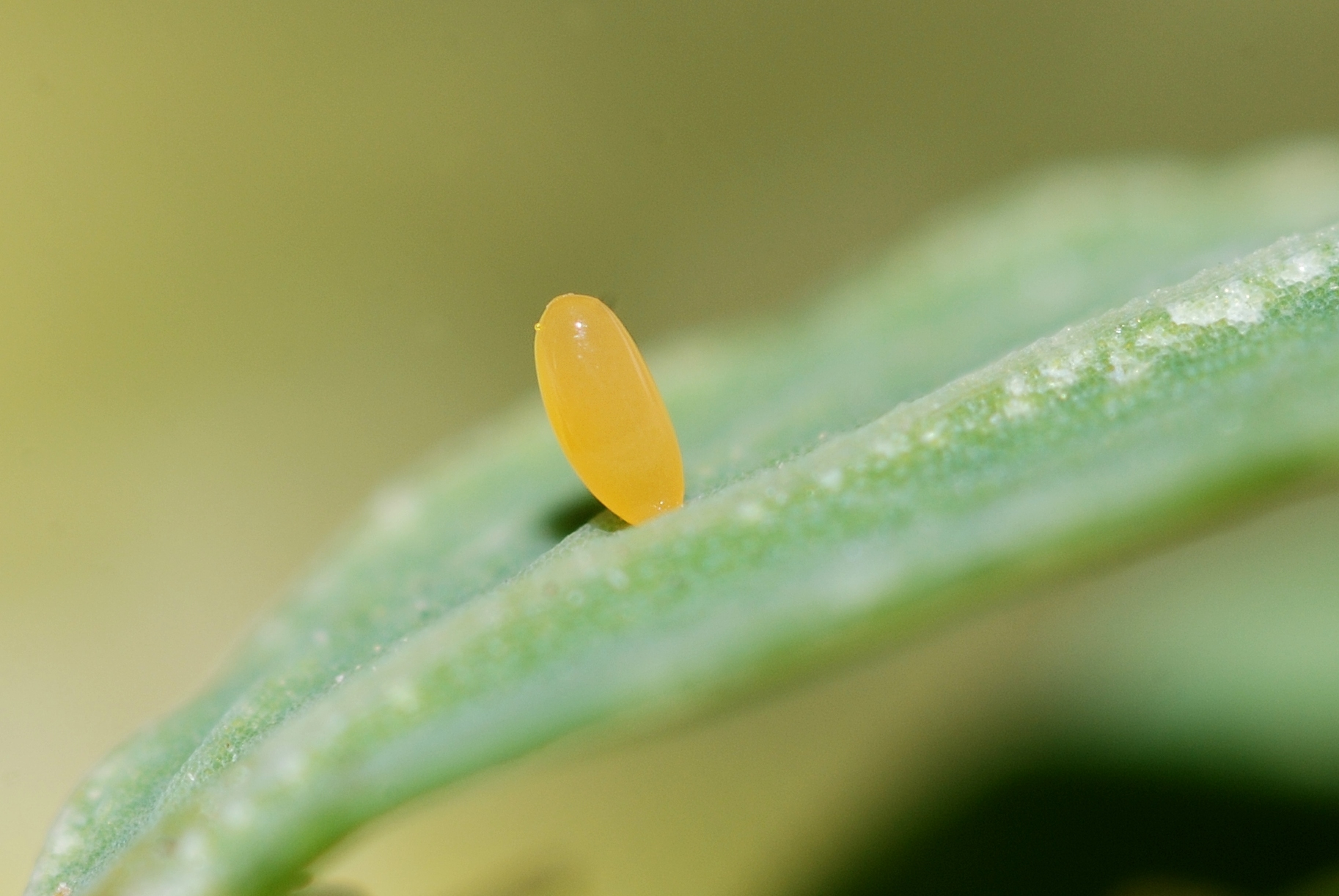
Huevo
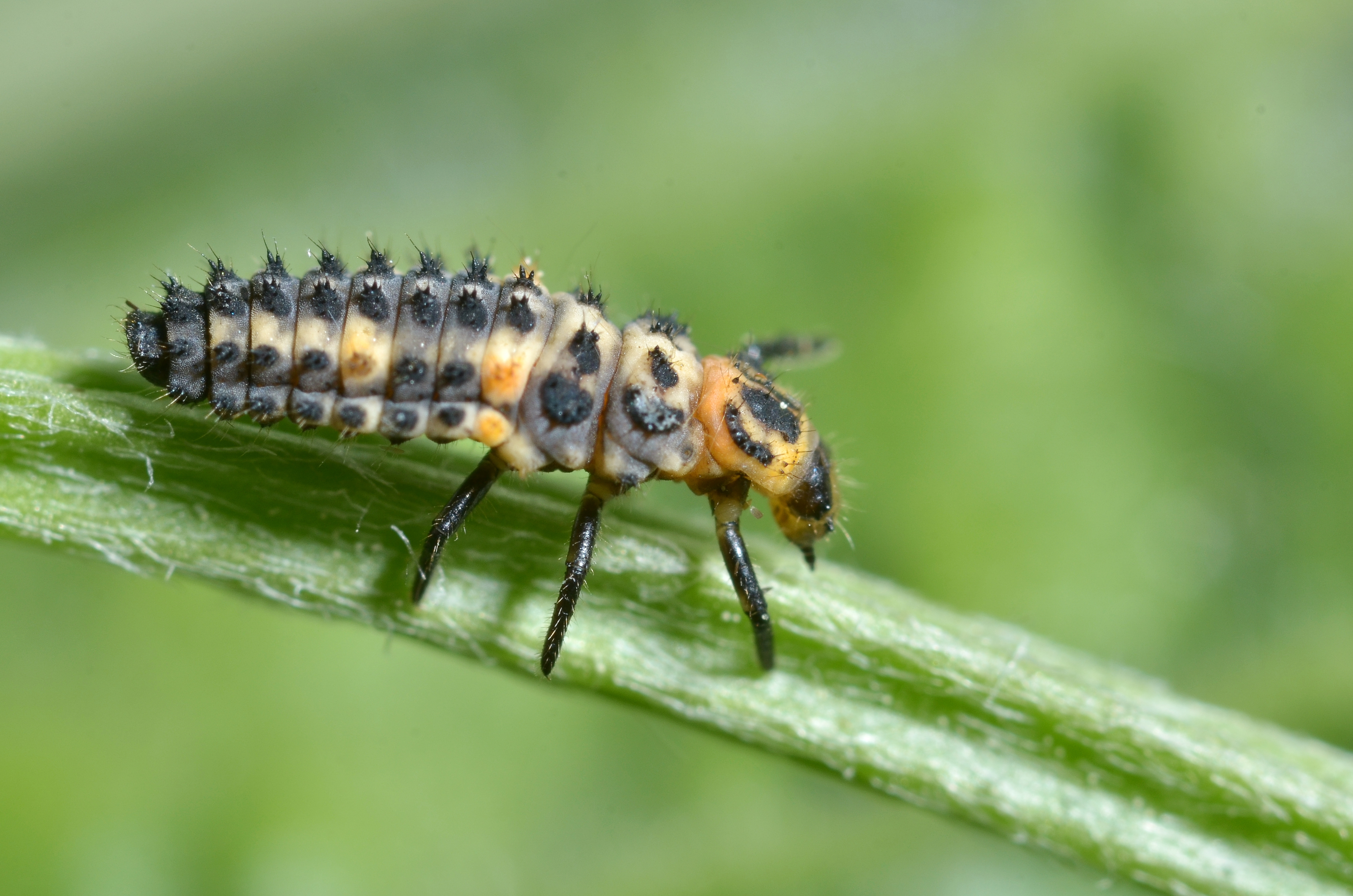
Larva
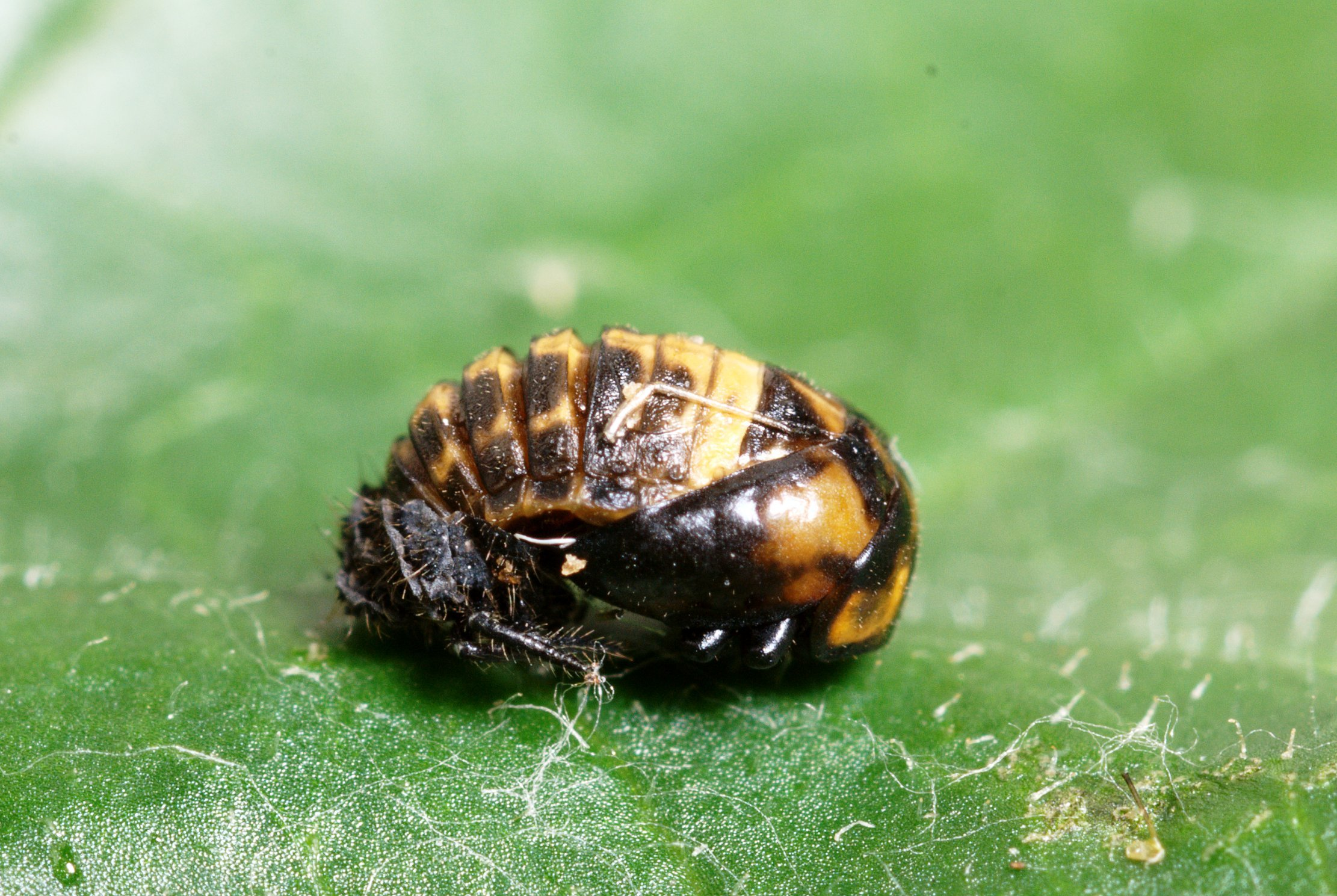
Pupa
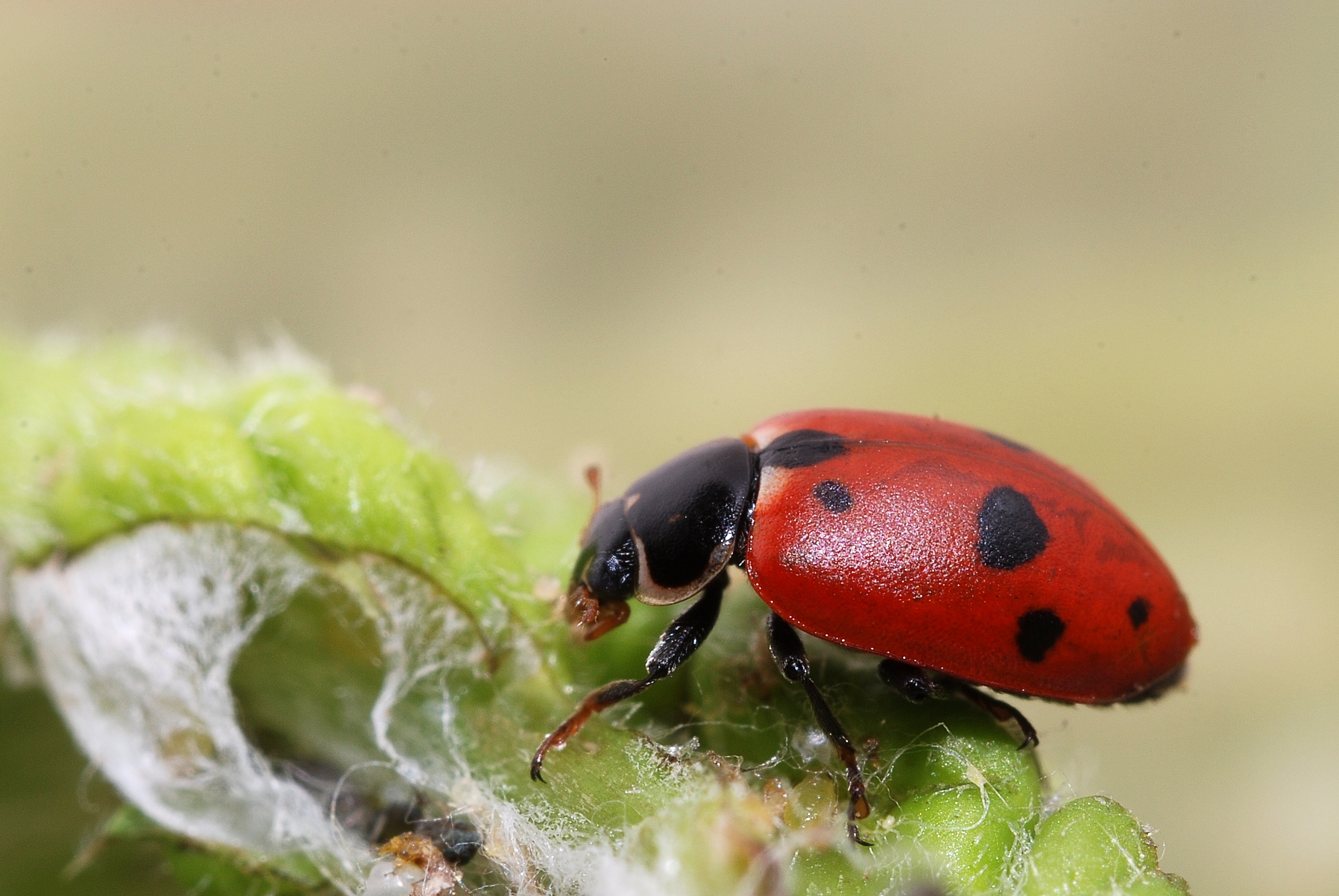
Imago

## Distribución
Esta especie es de origen paleártico, pero su distribución se ha extendido al Neártico y región oriental. Ha sido encontrada en Chile, Argentina, Bolivia, Perú, Uruguay, Australia, Sudáfrica, Kenia, India, China, Centro América y Norteamérica, a menudo a través de introducción pretendida para controlar plagas de cultivo.

## Ecología
Se alimenta de áfidos o huevos y larvas de otros insectos, razón por la cual es usada por su rol en control biológico.